# Молодіжна збірна Франції з футболу
Молодіжна збірна Франції з футболу — футбольна команда, яка представляє Францію на міжнародних змаганнях для молодіжних команд: молодіжний чемпіонат Європи, Олімпійські ігри та Тулонський щорічний турнір.
Офіційно у молодіжної збірної немає певного стадіону, тому вона проводить матчі на стадіонах Ліги 2. Найчастіше матчі проводяться на «Стад Огюст Делон» в Реймсі.

## Історія
Французька збірна, на відміну від інших команд, веде свою історію ще з 1950-х років, коли про створення молодіжних збірних ніхто не замислювався, а чемпіонат Європи навіть для основних збірних ще не проводився.
Перший неофіційний матч був зіграний 22 травня 1952 року проти англійців у Гаврі та завершився несподіваною перемогою французів з рахунком 7:1. Через 2 роки французи зазнали поразки з рахунком 1:3 від італійців у Віченці. Після цього було зіграно всього 7 матчів до офіційної установи молодіжної збірної Франції.
Тільки 1972 року офіційно було засновано французьку збірну для гравців до 23 років (перша молодіжна команда), відразу ж після затвердження молодіжного чемпіонату Європи. З 1976 року в збірну беруть тільки гравців не старше 21 року.
З українцями французи зустрічались 11 разів. Усі матчі проводились у рамках відбору до чемпіонату Європи. Шість матчів закінчилися внічию, чотири рази перемогла Франція та один матч виграла Україна.

## Виступи начемпіонатах Європи
| Рік   | Раунд                   | І   | В   | Н  | П  | МЗ  | МП  |
| ----- | ----------------------- | --- | --- | -- | -- | --- | --- |
| 1978  | не пройшла кваліфікацію | 4   | 0   | 1  | 3  | 4   | 6   |
| 1980  | не пройшла кваліфікацію | 4   | 2   | 1  | 1  | 3   | 2   |
| 1982  | Чвертьфінал             | 6   | 3   | 1  | 2  | 9   | 8   |
| 1984  | Чвертьфінал             | 6   | 3   | 1  | 2  | 11  | 9   |
| 1986  | Чвертьфінал             | 8   | 2   | 3  | 3  | 13  | 13  |
| 1988  | Чемпіон                 | 12  | 6   | 5  | 1  | 21  | 13  |
| 1990  | не пройшла кваліфікацію | 6   | 3   | 2  | 1  | 11  | 7   |
| 1992  | не пройшла кваліфікацію | 8   | 3   | 2  | 3  | 7   | 5   |
| 1994  | 4 місце                 | 14  | 10  | 2  | 2  | 24  | 8   |
| 1996  | 3 місце                 | 14  | 8   | 4  | 2  | 30  | 5   |
| 1998  | не пройшла кваліфікацію | 8   | 4   | 3  | 1  | 13  | 8   |
| 2000  | не пройшла кваліфікацію | 8   | 6   | 2  | 2  | 19  | 6   |
| 2002  | 2 місце                 | 15  | 12  | 3  | 0  | 27  | 7   |
| 2004  | не пройшла кваліфікацію | 10  | 8   | 1  | 1  | 20  | 7   |
| 2006  | Півфінал                | 14  | 10  | 2  | 2  | 24  | 10  |
| 2007  | не пройшла кваліфікацію | 4   | 2   | 1  | 1  | 6   | 3   |
| 2009  | не пройшла кваліфікацію | 10  | 5   | 3  | 2  | 17  | 7   |
| 2011  | не пройшла кваліфікацію | 8   | 4   | 3  | 1  | 12  | 6   |
| 2013  | не пройшла кваліфікацію | 10  | 8   | 0  | 2  | 23  | 7   |
| 2015  | не пройшла кваліфікацію | 10  | 8   | 1  | 1  | 31  | 11  |
| 2017  | не пройшла кваліфікацію | 10  | 6   | 2  | 2  | 17  | 8   |
| 2019  | Півфінал                | 14  | 11  | 2  | 1  | 29  | 11  |
| 2021  | Чвертьфінал             | 14  | 11  | 0  | 3  | 37  | 13  |
| 2023  | Чвертьфінал             | 14  | 11  | 2  | 1  | 39  | 10  |
| 2025  | Півфінал                | 13  | 8   | 2  | 3  | 32  | 14  |
| Разом | 1 титул                 | 236 | 145 | 48 | 43 | 446 | 194 |

## Досягнення
- Молодіжний чемпіонат Європи:
  -  Чемпіон (1): 1988
  -  Віце-чемпіон (1): 2002
  -  3-є місце (3): 1996, 2006, 2019